# Kneževina Anhalt-Zerbst
Anhalt-Zerbst je bila kneževina Svetega rimskega cesarstva, ki so ji vladali Askanijci s sedežem v Zerbstu v današnji Saški-Anhalt. Nastala je kot del kneževine Anhalt od leta 1252 do 1396, ko je bila razdeljena na kneževini Anhalt-Dessau in Anhalt-Köthen. Anhalt-Zerbst, ponovno ustanovljen leta 1544, je bil leta 1796 po izumrtju rodu dokončno razdeljen med Anhalt-Dessau, Anhalt-Köthen in Anhalt-Bernburg.

## Sodelovanje v ameriški revoluciji
Anhalt-Zerbst je britanski kroni med ameriško vojno za neodvisnost najel plačance za potrebe zadušitve upora. Kontingent Anhalt-Zerbst v ameriški revolucionarni vojni je vseboval naslednje enote:
- Anhaltski pehotni polk iz leta 1777|pehota Rauschenplatt (1777 Johann von Rauschenplatt, 1782 Georg Heinrich von Rauschenplatt)
- Jäger četa Nuppenau
- Topniška četa Anhalt-Zerbst